# 高岡千紘
高岡 千紘（たかおか ちひろ、2月16日 - ）は、日本の女性声優。大阪府出身。オフィスアネモネ所属。

## 人物
趣味は草野球（プレイヤー兼監督）。特技	女神バッティング、バレーボール、歌。
資格は英語検定2級、漢字検定準二級を所持。
プロ野球は千葉ロッテマリーンズのファン。
2022年4月21日、前年に根本幸多と結婚していたことと、第1子を出産したことを発表。

## 出演

### テレビアニメ
- しまじろうのわお!（時期不明、アナウンス、柿）
- DOTA:ドラゴンの血（時期不明）
- MIX（2019年、ウグイス嬢）
- クレヨンしんちゃん（2022年、女性A）
- Do It Yourself!! -どぅー・いっと・ゆあせるふ-（2022年、校長先生）
- 望まぬ不死の冒険者（2024年、エーデル、子供）
- わたしの幸せな結婚（2025年）

### 吹き替え
- 女刑事マーチェラ シーズン3（女刑事、看護師、留守電女）
- フィール・ザ・ビート（ディッキー）
- 海底47m 古代マヤの死の迷宮（女子生徒、）
- レジェンド・オブ・トゥモロー＜フィフス・シーズン＞（アトロポス）
- アフター －壊れる絆－（アリー、他）
- 私の国（ヒジェの母）
- リチャード･ジュエル（マライア）
- パージ season2第6話 （リナ･ダッシュ）
- 心呼ぶとき(When Calls the Heart)ホープバレー物語S6 1〜2話 （ジェーン、ダニー 他）
- MNIFEST／マニフェスト14話 （アリス･チコー二）
- キャッスルロック S2 5話 （少女）
- キリングフェイス（ヴィヴィアン）
- MR. ROBOT / ミスター・ロボット

### 外画アニメ
- SUPER BOOK シーズン 2（キャロル・クーパー、ジーナ）

### ゲーム
- エースアーチャー]（オオヤマツミ、ペルセポネ、テュール）
- 浮島物語～最強刻印士になるストーリー～（ブリュンヒルデ、タレイア、スカディ）
- モバイル・レジェンド（ローイー）
- 逆転オセロニア（タクハタチヂヒメ）
- エンジェルマスター（ガムビエル、カイム）
- ひめがみ絵巻（絡新婦）
- ビーナスイレブンびびっど!（アンドレ）

### オーディオブック
- 鬼滅の刃流強い自分のつくり方 （全編ナレーション）
- 恋歌（女性）
- 三姉妹探偵団（敦子、夫人）
- 虐殺器官（エリカ・セイルズ）
- 天久鷹央の推理カルテ（全編ナレーション）

### ナレーション
- ウルトラ重機（PVナレーション、NHK）
- ペネロペ～パリへ行く編～ （PVナレーション、NHK）
- ペネロペ～数を数える編～（PVナレーション、NHK）

### その他
- 仮面ライダー鎧武（アナウンス、ギャル、OL、主婦）
- ABUデジスタ・ティーンズ2015 （ABUBU、Eテレ）
- ABUデジスタ・ティーンズ2014（MC、学生、Eテレ）
- ひめがみ絵巻公式動画番組「有限会社ひめがみ商事」（パーソナリティ出演）